# Herpes B
El virus B (macacino alfaherpesvirus 1; McHV-1; anteriormente macacino herpesvirus 1, Cercopithecine herpesvirus 1,  CHV-1 ), Herpesvirus simiae o Herpes virus B) es el virus Simplex que infecta monos macacos. El virus B es muy similar al HSV-1 y, como tal, este virus neurotrópico no se encuentra en la sangre.
En el huésped natural, el virus presenta una patogenia similar a la del herpes labial en los seres humanos. Por el contrario, cuando los seres humanos están zoonóticamente infectados con el virus B, los pacientes pueden presentar una encefalitis grave, lo que resulta en una disfunción neurológica permanente o la muerte. La gravedad de la enfermedad aumenta para los pacientes no tratados, con una tasa de letalidad de aproximadamente 80%. El diagnóstico temprano y el tratamiento posterior son cruciales para la supervivencia humana de la infección.
El virus B es el único herpesvirus de los monos del Viejo Mundo identificado que muestra una patogenicidad grave en los seres humanos. El último caso identificado de infección por el virus B humano ocurrió en 2019, y la última muerte conocida ocurrió en 2021 y anterior a esta en  1997 cuando la investigadora Elizabeth Griffin recibió salpicaduras en el ojo en el Centro Nacional de Investigación de Primates de Yerkes. El equipo de protección personal adecuado es esencial cuando se trabaja con macacos, especialmente aquellos animales que han dado positivo por el virus. Las mordeduras, los rasguños y la exposición a las membranas mucosas, incluido el ojo, deben limpiarse de inmediato.
Desde la identificación del virus en 1932, se han documentado 50 casos de infección por el virus B humano, 21 de los cuales llevaron a la muerte. Al menos 20 de los pacientes desarrollaron algún grado de encefalitis.

## Historia
El alfaherpesvirus 1 de la macacina se identificó por primera vez en 1932 tras la muerte de William Brebner, un joven médico que fue mordido por un mono rhesus. Se había curado de la mordida, pero luego desarrolló una enfermedad febril, que resultó en eritema localizado, linfangitis, linfadenitis y, finalmente, mielitis transversa. Los tejidos neurológicos obtenidos durante la autopsia revelaron la presencia de un agente ultrafiltrable que parecía similar al HSV-1. Este aislado se denominó originalmente "virus W".
Un año después de la muerte de Brebner, Albert Sabin identificó un virus nuevo a partir de las mismas muestras, que más tarde denominó virus B. Sabin describió además la letalidad del alfaherpesvirus 1 de Macacine mostrando que la infectividad era independiente de la ruta de inoculación. Además, se observó que el alfaherpesvirus 1 de Macacino indujo respuestas inmunológicas similares al HSV-1 y compartió similitudes con el HVP-2 y el herpesvirus Langur, otros dos alfaherpesvirus de primates no humanos.
En 1959, el alfaherpesvirus 1 de la macacina se identificó como el agente causal en 17 casos humanos, 12 de los cuales resultaron en la muerte. En 2002 se habían identificado aproximadamente 50 casos, aunque sólo 26 estaban bien documentados.
Se han realizado mejoras en el manejo de casos humanos en las últimas décadas. Entre 1987 y 2004, la tasa de mortalidad disminuyó, en gran parte debido a la incorporación de nuevas formas de tratamiento y la mejora del diagnóstico. Ha habido un total de 5 muertes relacionadas con el alfaherpesvirus 1 de Macacino en este período.
Viajar a un área donde los macacos son portadores conocidos del virus e interactuar en contacto cercano en áreas como los templos presenta un riesgo de exposición. Sin embargo, incluso en áreas endémicas, los casos humanos son raros. No se han conocido casos de alfaherpesvirus 1 de Macacino en viajeros.

## Virología

### Estructura viral
El alfaherpesvirus 1 de la macacina tiene aproximadamente 200 nm de diámetro y una estructura casi idéntica a la de HSV1 y HSV2. Tiene una cápside icosaédrica (T = 16) que consta de 150 hexones y 12 pentones formados a partir de 6 proteínas. La envoltura está suelta alrededor de la cápside viral y contiene al menos 10 glicoproteínas críticas para la adsorción y penetración en las células huésped. El tegumento, que contiene al menos 14 proteínas, se encuentra entre la cápside y la envoltura. Las proteínas del tegumento están involucradas en el metabolismo de los ácidos nucleicos, la síntesis de ADN y el procesamiento de proteínas. Las proteínas en el tegumento son timidina quinasa, timidilato sintetasa, dUTPasa, ribonucleótido reductasa, ADN polimerasa, ADN helicasa, ADN primasa y proteína quinasas.

### Genoma viral
El genoma del virus B se secuenció completamente en 2003 a partir de un aislado encontrado en un macaco rhesus. Como todos los virus del herpes, el genoma del virus B contiene ADN bicatenario y tiene aproximadamente 157 kpb de longitud. Dos regiones únicas (UL y EE. UU.) Están flanqueadas por un par de repeticiones invertidas, dos de las cuales se encuentran en los extremos, con las otras dos ubicadas internamente. Esta disposición, que es de naturaleza idéntica a HSV, da como resultado cuatro isómeros orientados a secuencia. Los nucleótidos de citosina y guanina representan el 75% de la secuencia.
Los análisis de secuencia sugieren que el virus B y los tipos 1 y 2 del VHS muy probablemente divergieron de un ancestro común durante la evolución de estos patógenos. Cada glicoproteína codificada por genes, que incluye gB, gC, gD, gE y gG, tiene aproximadamente un 50% de homología con el HSV, con una predilección ligeramente mayor hacia el HSV-2 que el HSV-1. [27] Además, las secuencias de glicoproteínas han demostrado que se conservan todos los residuos de cisteína, al igual que la mayoría de los sitios de glicosilación. Una diferencia clave entre el virus B y los VHS es que el virus B no tiene un homólogo del gen γ134.5 del VHS, que codifica un factor de neurovirulencia. [27] Esto indica que el virus B tiene mecanismos diferentes del HSV para replicarse dentro de las células nerviosas, lo que podría explicar los efectos drásticamente diferentes de estos virus en los seres humanos.

## Tratamiento
El aciclovir ha evitado la progresión de la enfermedad en algunos pacientes y puede salvarles la vida, aunque se cree que sólo es una décima parte de la eficacia contra el virus B que contra el VHS1[28]. El tratamiento rápido es esencial para evitar el deterioro neurológico permanente.
Ante una posible infección, deben enviarse muestras tanto del humano como, cuando sea posible, del macaco para realizar pruebas de diagnóstico del virus B.